# Crespell virat
El crespell virat (Podoscypha multizonata) és una espècie de fong de l'ordre dels poliporals (Polyporales). És un crespell rar, que creix arrelat profundament sobre rels d'arbres adults.

## Morfologia
Bolet de fins a 40 cm de diàmetre i 8-12 cm d'alt, en forma de roseta constituïda per nombrosos lòbuls, en forma de ventall o espàtula, disposats concèntricament, coriacis, erectes, prims, deprimits, de color bru rosat a bru ocraci, amb zones més fosques i marge inicialment blanc, s'enfosqueixen al frec.

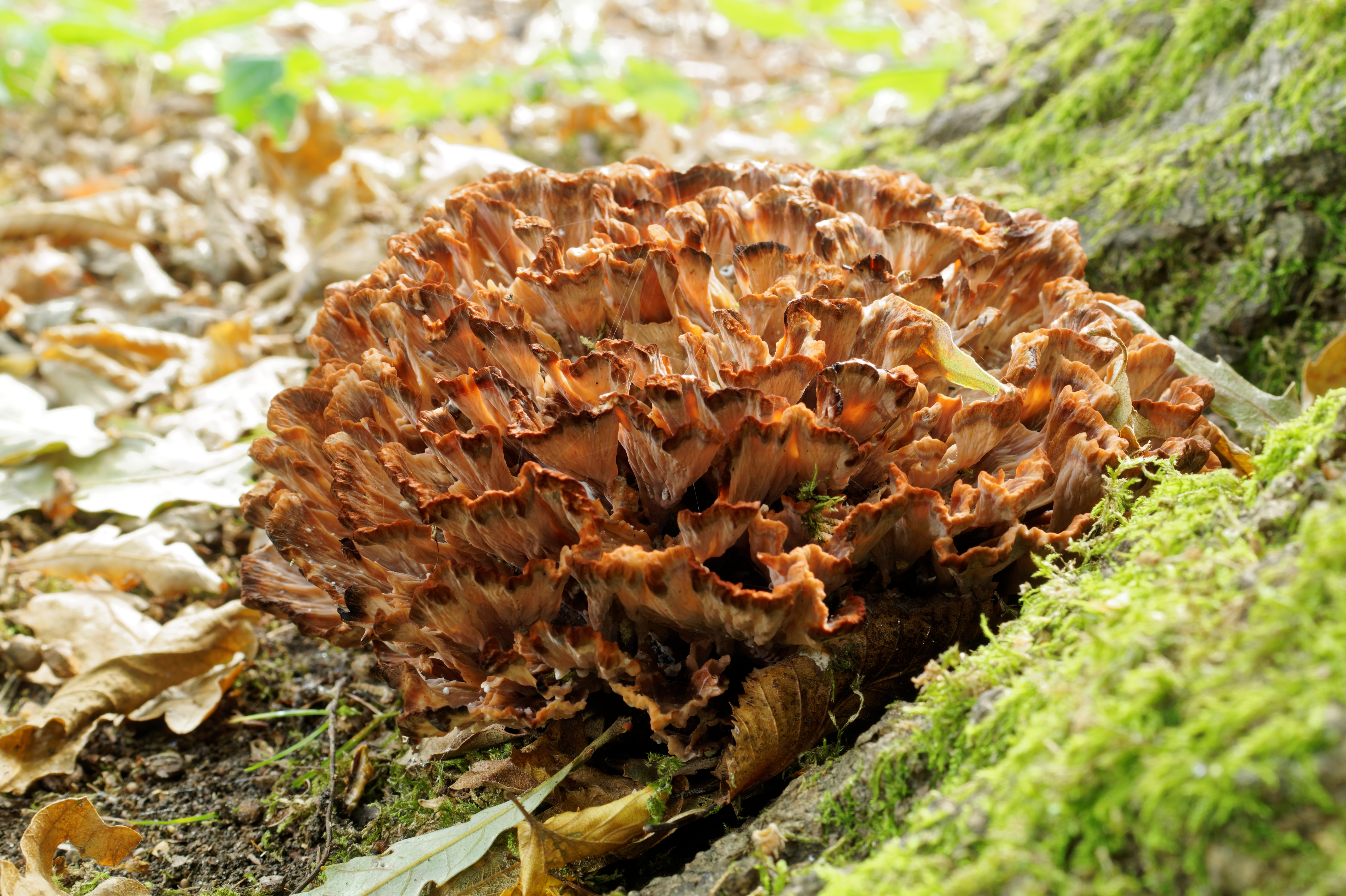
Podoscypha multizonata

Cama curta, arrelada profundament sobre rels d'arbres adults; ramificada en branques lleugerament gruixudes i concrescents.
Carn consistent, blanca, corretjosa; olor agradable, amarga al tast.

## Hàbitat
De mitjans d'estiu a tardor, al terra de boscos de planifolis, preferentment roures (Quercus faginea i Quercus pubescens) i alzines sureres, més rar vora faig, sovint en parcs i jardins.

## Comestibilitat
Espècie rara, sense interès culinari.

## Comentaris
Recorda un crespinell (Cotylidia pannosa), però aquest és menut i de tons vermellosos.